# ザ・ロード (小説)
『ザ・ロード』（英: The Road）は、アメリカ合衆国の作家コーマック・マッカーシーが2006年に発表した、ピューリッツァー賞を受賞した終末もの小説である。2009年には映画版が公開された。

## 概要
詳細不明の災いに見舞われた世界で、名前のない父と息子は道を南進する。舞台は南西アパラチア山脈。災いから約10年間がすぎ、ほとんどの動植物種は絶滅し、文明は消滅し、灰色の厚い雲と気候変動のために植物は生えない。生き残る人類の大部分は人食い部族として存続している。
父子は、飢餓や凍死の危機をはじめさまざまな恐怖を経験しながら、倫理や理想を捨てずに進み続けようとする。神は死んだという着想の言及は多いが、父は道徳と信仰を捨てない。彼の考えでは、自分の息子は神聖なる神の受肉であって、生命に意味を与える存在である。
結末で父は荒野に病死し、息子には生き続けるようにうながす。「あなたは火を持って行けなければならない。」数日後、息子はある夫婦に発見され、家族の一員になる。

## 評価
2006年のリリースから、『ザ・ロード』は数々の好意的な批評を受け取った。記憶に留まる、悲痛な, 打ち砕くような代表作とされ、『エンターテイメント・ウィークリー』誌の2008年6月号によれば
過去25年間の最も優れた本である。Metacriticで平均90点を獲得している。.
2007年4月16日にピューリッツァー賞 フィクション部門を受賞した。 2006年に全米批評家協会賞の最終選考作品となり、ジェイムズ・テイト・ブラック記念賞（the James Tait Black Memorial Prize）も受け取った。

## 日本語訳
- 『ザ・ロード』 黒原敏行訳、早川書房、2008年。ハヤカワepi文庫、2010年。ISBN 4151200606

## 映画
映画は2009年11月25日北米公開。監督はオーストラリア出身のジョン・ヒルコート。父と息子の役を演じる俳優はヴィゴ・モーテンセンとコディ・スミット＝マクフィー。母親役にシャーリーズ・セロン、他ロバート・デュヴァル、ガイ・ピアース共演。